# 임옥영
임옥영(任玉英은 대한민국의 성우이다. 1956년 CBS에 입사했으며, 현재는 CBS 2기이다. 한국방송 성우극회 소속.

## 주요 출연작품
1. ↑  《글로벌 세계대백과사전》,  〈임옥영〉